# 博魯特·馬科夫塞克

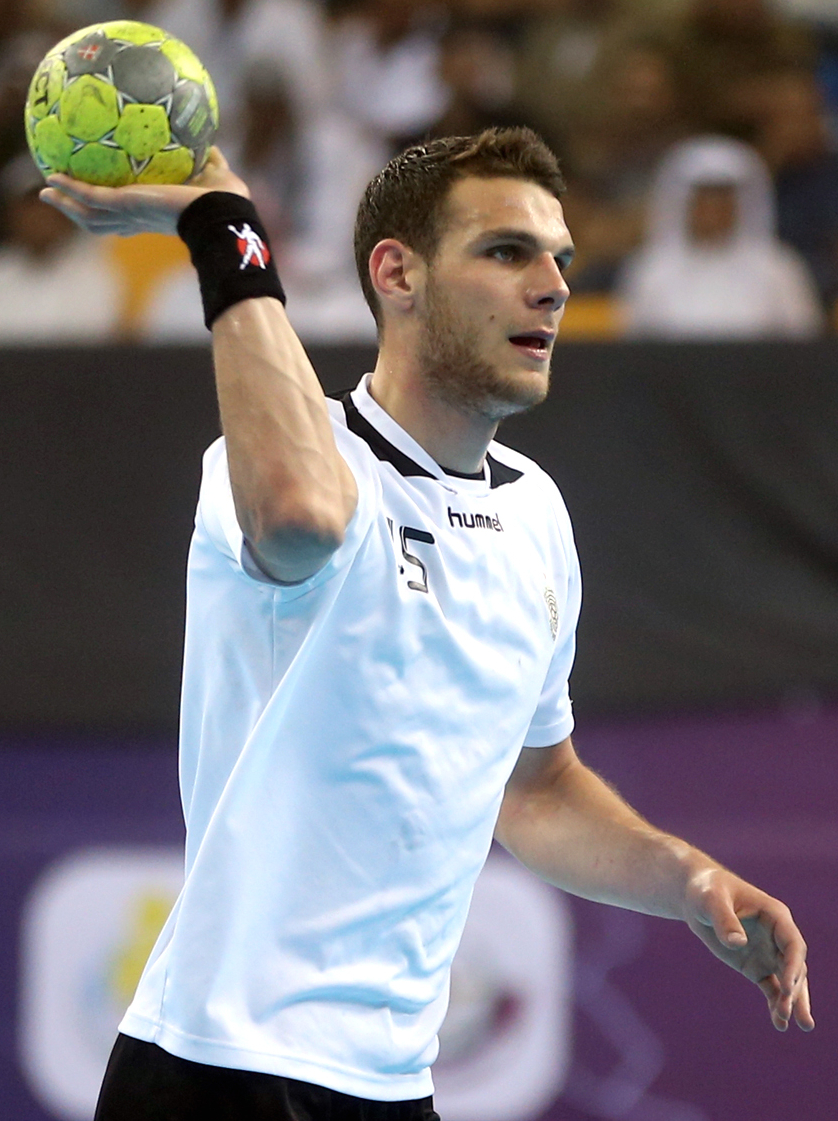

博魯特·馬科夫塞克（1992年9月11日—）是斯洛維尼亞的一位手球運動員。他所屬於匈牙利手球俱樂部SC Pick Szeged，並且也代表斯洛維尼亞國家男子手球隊參賽。